# De Burtin
De Burtin was een notabele Brabantse familie van wie een paar leden in de adel werden opgenomen.

## Rodolphe de Burtin
Rodolphe Leopold Joseph Xavier de Burtin (Brussel, 21 augustus 1806 - 3 januari 1865) was een zoon van Jacques de Burtin, licentiaat in de rechten, advocaat, raadsheer bij het Opperste gerechtshof, en van Barbe de Bernard de Fauconval.
Hij werd doctor in de rechten, vrederechter in Wolvertem en provincieraadslid van Brabant.
Hij trouwde in Brussel in 1834 met Pauline Van den Nest (1807-1883). Ze hadden vijf kinderen, zonder verder nageslacht. De jongste van de vijf was ridder Léon de Burtin (1841-1892), die burgemeester werd van Strombeek-Bever en vrijgezel bleef.
In 1857 werd Rodolphe de Burtin erkend in de Belgische erfelijke adel, wat mag doen veronderstellen dat de familie ook al een adellijke status had verworven onder het ancien régime. Hij kreeg tevens de titel ridder, overdraagbaar bij eerstgeboorte.
De laatste mannelijke opvolger was de voornoemde Leon de Burtin, in wie de familie in 1892 uitdoofde. De laatste naamdraagster was Emma de Burtin, die in 1916 overleed.

## Herman de Burtin
Herman Raphaël Louis de Burtin (Brussel, 17 september 1807 - Sint-Joost-ten-Node, 7 december 1878), broer van Rodolphe, werd burgemeester van Strombeek-Bever.
Hij trouwde in Brussel in 1841 met Catherine Borel (1818-1847) dochter van de viceconsul van Zwitserland Charles Borel. Ze kregen twee dochters.
In 1864 werd hij erkend in de Belgische erfelijke adel.